# Stare Sady
Stare Sady (niem. Schaden)  – wieś w Polsce, położona w województwie warmińsko-mazurskim, w powiecie mrągowskim, w gminie Mikołajki, nad jeziorem Tałty.
W latach 1975–1998 miejscowość administracyjnie należała do województwa suwalskiego.
Przystań nad jeziorem Tałty należąca do "Intersteru" zdobyła w latach 1986 i 1987 tytuł "Przystani roku" w konkursie czasopisma "Żagle" i Mazurskiej Organizacji Żeglarskiej.